# 三谷 (高松市)
三谷（みたに）は香川県高松市南東部にある一地区で、高松市役所三谷出張所の管内。三谷町1町からなる。かつては全域が「木田郡三谷村」(みたにむら)として存在し、1956年9月30日に高松市に編入された。

## 地理
地区は高松市南東部に位置し、高松市郊外に位置する南北に細長い地区である。人口は2010年時点で3978人（男1985人/女1993人）、世帯数は1546世帯であり、2006年以降増加している。面積は8.64km2と高松市の地区では広いが、山地や丘陵地が多く可住地面積が狭いため人口密度は1平方キロメートルあたり483.33人と高松市の平均（1140.03人）を大きく下回っている。

### 地形
北部は高松平野の一部あるため大きな起伏は存在しないが、中部・南部は讃岐山脈の一部が高松平野にせり出す一帯であり、200m級の山々が三郎池を中心とした谷や丘陵を形成している。
地区北部を横切る古川、中部を貫流する小作川はいずれも春日川の支流である。また、中部・南部を中心として渇水対策のため池が多数存在する。
- 山：上佐山、日妻山、糠山、日山
- 川：古川、小作川
- 湖沼：三郎池、水込池、松池、糠山池、住蓮寺池、石船池、岡池

### 土地利用
かつて地区内は基本的に田の広がる田園地帯であり、散村状に民家が点在していた。2000年代に入ると、県道43号中徳三谷高松線バイパスの開通により交通アクセス向上するも、地区の大部分はこれまで市街化調整区域であったため農地転用による開発が制限されていた。ところが、2004年に県によってその線引きが撤廃された影響で農地だった土地が次々と宅地化し、それまで減少傾向だった人口は2006年から増加し始めた。しかし、これら地域は道路や下水道などのインフラ整備が行われていないため、狭隘な農道沿いがそのまま宅地化するスプロール化やそれに伴う高松市全体の地盤沈下などが懸念されている。

### 人口
| \| 2002年（平成14年） \| 3,345人 \| \| \| 2003年（平成15年） \| 3,336人 \| \| \| 2004年（平成16年） \| 3,294人 \| \| \| 2005年（平成17年） \| 3,297人 \| \| \| 2006年（平成18年） \| 3,403人 \| \| \| 2007年（平成19年） \| 3,564人 \| \| \| 2008年（平成20年） \| 3,735人 \| \| \| 2009年（平成21年） \| 3,878人 \| \| \| 2010年（平成22年） \| 3,978人 \| \| |         |  |
| 高松市 / 登録人口（10月1日時点） |         |  |
| 2002年（平成14年） | 3,345人 |  |
| 2003年（平成15年） | 3,336人 |  |
| 2004年（平成16年） | 3,294人 |  |
| 2005年（平成17年） | 3,297人 |  |
| 2006年（平成18年） | 3,403人 |  |
| 2007年（平成19年） | 3,564人 |  |
| 2008年（平成20年） | 3,735人 |  |
| 2009年（平成21年） | 3,878人 |  |
| 2010年（平成22年） | 3,978人 |  |

### 隣接する地域
- 北：高松市林地区
- 東：高松市川島地区
- 南：高松市西植田地区
- 西：高松市浅野地区、多肥地区

### 高松市三谷出張所管内
- 三谷町 761-0450

## 歴史

### 年表
高松市編入以前は「三谷村」を参照
- 1956年（昭和31年）9月30日 - 木田郡三谷村が高松市に合併（高松市第5次合併）。この区域を以って高松市三谷地区成立。
  - 旧村の区域を継承した三谷町1町を設置。
  - 高松市三谷出張所が開所。
  - 三谷村立三渓小学校が高松市立三渓小学校に改称。
  - 三谷村立三渓中学校が高松市立三渓中学校に改称。
- 1963年（昭和38年）4月1日 - 市立三渓中学校ほか2校（市立仏生山中学校、市立多肥中学校）を廃し、多肥地区に新設の市立龍雲中学校へ統合。

### 町名の変遷
| 実施後 | 実施年月日      | 実施前 |
| ------ | --------------- | ------ |
| 三谷町 | 昭和31年9月30日 | 三谷村 |

## 経済
高松市の平均と比較して第一次産業従事者（+10.3%）の割合が大幅に高く、第二次産業従事者（-4.3%）の割合がやや低いほか、第三次産業（-14.6%）の割合は大幅に低くなっている。

### 第一次産業
- 就業者数：227人、構成比：13.8%（2005年国勢調査）[3]

地区内には多くの農地が存在し、主に稲作を中心とした農業が行われている。しかし、北部を中心に郊外化による宅地開発で農地は年々減少する傾向にある。
- 米

### 第二次産業
- 就業者数：391人、構成比：23.7%（2005年国勢調査）[3]

地区内に大規模な第二次産業集中地帯は無いが、中小の工場が点在している。

### 第三次産業
- 就業者数：1032人、構成比：62.5%（2005年国勢調査）[3]

県道12号三木国分寺線の沿線を中心に古くから続く個人商店が残っているものの、地区内における商業活動自体は活発ではない。

## 教育
地区内の小学校は市立三渓小学校が存在し、中学校は存在しない。小学校区は三渓小学校が地区の全域を校区としており、中学校区は隣接する多肥地区にある市立龍雲中学校の校区となっている。また市立三渓小学校は「三谷」ではなく「さんけい」と読み、三谷と同意義ではあるが、表記と読みが異なっている。このように地区名と一致した名称の小学校が存在しない地区は高松市内では三谷地区のみである。
小学校・中学校
太字の校名は地区内に位置する学校で、それ以外は地区内には位置しないが校区が地区内にかかっている学校。
- 高松市立三渓小学校
- 高松市立龍雲中学校

幼稚園・保育所
- 市立三渓幼稚園
- 市立三谷保育所

## 行政
この地区は1956年以降高松市の一部であるため地区単独での自治権はもたない。この地区の行政サービスの中心としては高松市三谷出張所があり各種住民サービスに対応している。またそこは公民館も兼ねていて三谷町コミュニティセンターとして地域交流・生涯学習の中心となっている。
主な行政施設
- 高松市三谷出張所
- 高松南警察署三谷駐在所

## 生活
公共施設
- 三谷コミュニティセンター（公民館）
- 三谷簡易郵便局
- 高松市平和公園（墓地）
- 高松市南部運動場

医療機関
- イズミ医院
- 西風医院
- ひがさクリニック
- ミタニ藤田病院

※50音順

## 交通
三谷地区は高松市内においても最も公共交通が未発達な地区の一つであり、移動は専ら自家用車に依存している。

### 道路
国道
- なし

主要地方道
- 香川県道43号中徳三谷高松線
- 香川県道12号三木国分寺線

その他県道
- 香川県道164号三谷香川線

### 鉄道
地区内はもとより、隣接地区にも駅は存在しない。
- なし

### バス
- ことでんバス仏生山川島線 - 仏生山駅前に高松市立みんなの病院が開院したのに伴い、2018年9月3日運行開始。土休日運休。
高松市立みんなの病院 - 仏生山駅 - 三谷出張所 - 山田支所

## メディア

### 放送
ケーブルテレビ
- ケーブルメディア四国（CMS）

地上波デジタルテレビ放送
基本的に高松市東部古高松地区の前田山にある高松局を受信する。また、古い建物などでは岡山県玉野市の金甲山にある岡山局を受信している世帯もあるが、それらの世帯でもほとんどは加えて高松局も受信している。そのほか、地形的な理由でアンテナによる直接受信が困難な場合はケーブルテレビなどを経由して視聴する。
| 局名                 | NHK高松 | NHK高松 | NHK岡山 | NHK岡山 | RNC  | KSB  | RSK  | OHK  | TSC  | 出力            | 偏波面 | 送信 場所 |
| 局名                 | 総合    | 教育    | 総合    | 教育    | RNC  | KSB  | RSK  | OHK  | TSC  | 出力            | 偏波面 | 送信 場所 |
| デジタルリモコン番号 | 1ch     | 2ch     | 1ch     | 2ch     | 4ch  | 5ch  | 6ch  | 8ch  | 7ch  | 出力            | 偏波面 | 送信 場所 |
| -------------------- | ------- | ------- | ------- | ------- | ---- | ---- | ---- | ---- | ---- | --------------- | ------ | --------- |
| 高松                 | 24ch    | 13ch    | -       | -       | 15ch | 17ch | 21ch | 27ch | 18ch | NHK1kW/民放500W | 水平   | 前田山    |
| 岡山 (北讃岐)        | (24ch)  | (13ch)  | 32ch    | 45ch    | 20ch | 30ch | 21ch | 27ch | 18ch | 2kW(200W)       | 水平   | 金甲山    |

| AMラジオ放送 - NHK高松第1放送：1368kHz（高松局 出力5kW） - NHK高松第2放送：1035kHz（高松局 出力1kW） - 西日本放送ラジオ：1449kHz/90.3MHz（高松局 出力5kW） | FMラジオ放送 - NHK高松FM放送：86.0MHz（高松局 出力1kW） - FM香川：78.6MHz（高松局 出力1kW） - FM高松：81.5kHz（コミュニティ放送 出力20W） |

県外波
| - NHK岡山第1放送：603kHz（岡山局 出力5kW） - NHK岡山第2放送：1386kHz（岡山局 出力5kW） - RSKラジオ：1494kHz（岡山局 出力10kW） - NHK大阪第1放送：666kHz（大阪局 出力100kW） - NHK大阪第2放送：828kHz（大阪局 出力300kW） - MBSラジオ：1179kHz（大阪局 出力50kW） - 朝日放送ラジオ：1008kHz（大阪局 出力50kW） - ラジオ大阪：1314kHz（大阪局 出力50kW） | - NHK岡山FM放送：88.7MHz（岡山局 出力1kW） - FM岡山：76.8MHz（岡山局 出力1kW） |

## 名所・旧跡・観光・レジャー
地区内に主だった観光施設はない。
- 矢野面古墳（古墳時代）